# Лёгкая атлетика на летних Олимпийских играх 2024 — эстафета 4×100 метров (мужчины)
Соревнования в легкоатлетической эстафете 4×100 метров у мужчин на Олимпийских играх 2024 года прошли 8 и 9 августа в Париже (Франция) на «Стад де Франс».
Олимпийским чемпионом 2021 года в эстафете 4×100 метров являлась сборная Италии.
Сборная США продолжила свою серию неудач в эстафете 4×100 метров на Олимпийских играх и пятый раз подряд осталась без медалей.

## Призёры
| Золото                                                               | Серебро                                                               | Бронза                                                                                             |
| Канада · Аарон Браун · Джером Блейк · Брендон Родни · Андре Де Грасс | ЮАР · Баянда Валаза · Шон Масванганьи · Брэдли Нкоана · Акани Симбине | Великобритания · Джеремайя Азу · Луи Хинчлифф · Нетанил Митчелл-Блэйк · Зарнел Хьюз · Ричард Килти |

Курсивом выделены участники, выступавшие только в предварительных забегах

## Рекорды
До начала соревнований действующими были следующие рекорды
| Мировой рекорд                 | Ямайка · Неста Картер · Майкл Фрэйтер · Йохан Блейк · Усэйн Болт | 36.84 | Лондон (Великобритания)    | 11 августа 2012 |
| Олимпийский рекорд             | Ямайка · Неста Картер · Майкл Фрэйтер · Йохан Блейк · Усэйн Болт | 36.84 | Лондон (Великобритания)    | 11 августа 2012 |
| Лучший результат сезона в мире | США · Кортни Линдси · Кеннет Беднарек · Кайри Кинг · Ноа Лайлс   | 37.40 | Нассау (Багамские Острова) | 5 мая 2024      |

## Отбор на Олимпийские игры
Количество сборных, установленное World Athletics для этого вида — 16. Главным отборочным турниром стали соревнования «Всемирные эстафеты» — 2024, по итогам которых определились 14 команд-участниц Игр в Париже. Оставшиеся 2 места достались сборным, показавшим лучшие результаты в течение квалификационного периода (с 31 декабря 2022 года по 30 июня 2024 года).

## Расписание
| Дата           | Время | Раунд соревнований     |
| -------------- | ----- | ---------------------- |
| 8 августа 2024 | 11:35 | Предварительные забеги |
| 9 августа 2024 | 19:47 | Финал                  |

Время местное (UTC+2:00)

## Результаты
Обозначения: Q — Автоматическая квалификация | q — Квалификация по показанному результату | qR — Квалификация по решению судей | WR — Мировой рекорд | OR — Олимпийский рекорд | AR — Рекорд континента | NR — Национальный рекорд | WL — Лучший результат сезона в мире | SB — Лучший результат в сезоне | DNS — Не стартовали | DNF — Не финишировали | DQ — Дисквалифицированы

 Автоматическая квалификация  Квалификация по показанному результату

### Предварительные забеги
Квалификация: первые 3 команды в каждом забеге (Q) плюс 2 лучших по времени (q) проходили в финал.
| Место | Команда                                                                           | Забег | Результат | Примечания |
| ----- | --------------------------------------------------------------------------------- | ----- | --------- | ---------- |
| 1     | США (Кристиан Коулман, Фред Керли, Кайри Кинг, Кортни Линдси)                     | 1     | 37.47     | Q          |
| 2     | ЮАР (Баянда Валаза, Шон Масванганьи, Брэдли Нкоана, Акани Симбине)                | 1     | 37.94     | Q, SB      |
| 3     | Великобритания (Джеремайя Азу, Луи Хинчлифф, Ричард Килти, Нетанил Митчелл-Блэйк) | 1     | 38.04     | Q, SB      |
| 4     | Япония (Абдул Хаким Сани-Браун, Хироки Янагита, Ёсихидэ Кирю, Коки Уэяма)         | 1     | 38.06     | q, SB      |
| 5     | Италия (Маттео Меллуццо, Марсель Джейкобс, Эсеоса Десалу, Филиппо Торту)          | 1     | 38.07     | q          |
| 6     | Австралия (Лаклан Кеннеди, Джейкоб Деспард, Кэлэб Лоу, Джошуа Адзопарди)          | 1     | 38.12     | AR         |
| 7     | Нигерия (Фейвор Аши, Кайинсола Аджайи, Алаба Акинтола, Ушеорице Ицекири)          | 1     | 38.20     | SB         |
| 8     | Китай (Дэн Чжицзянь, Се Чжэнье, Янь Хайбинь, Чэнь Цзяпэн)                         | 2     | 38.24     | Q, SB      |
| 9     | Франция (Микаэль-Меба Зезе, Джефф Эрьюс, Райан Зезе, Пабло Матео)                 | 2     | 38.34     | Q          |
| 10    | Канада (Аарон Браун, Джером Блейк, Брендон Родни, Андре Де Грасс)                 | 2     | 38.39     | Q          |
| 11    | Ямайка (Аким Блейк, Джелани Уокер, Джелани Гордон, Кишейн Томпсон)                | 2     | 38.45     | SB         |
| 12    | Нидерланды (Оньема Адигида, Таймир Бёрнет, Нсикак Экпо, Элвис Африфа)             | 1     | 38.48     |            |
| 13    | Германия (Кевин Кранц, Оуэн Анса, Янник Вольф, Лукас Анса-Пепра)                  | 2     | 38.53     |            |
| 14    | Бразилия (Габриэл дос Сантос, Фелипе Барди, Эрик Кардосо, Ренан Корреа)           | 2     | 38.73     |            |
| 15    | Либерия (Джабез Ривз, Эммануэль Матади, Джон Шерман, Джозеф Фанбулле)             | 2     | 38.97     |            |
| 16 !  | Гана (Абдул-Рашид Самину, Бенджамин Азамати, Ибрахим Фусейни, Джозеф Амоа)        | 2     | DQ        | TR24.7 [a] |

a  Дисквалификация в соответствии с правилом 24.7 «Передача эстафетной палочки за пределами зоны передачи»

### Финал
Финал в эстафете 4×100 метров у мужчин состоялся 9 августа 2024 года.
| Место | Команда                                                                          | Результат | Примечания |
| ----- | -------------------------------------------------------------------------------- | --------- | ---------- |
| 1     | Канада (Аарон Браун, Джером Блейк, Брендон Родни, Андре Де Грасс)                | 37.50     | SB         |
| 2     | ЮАР (Баянда Валаза, Шон Масванганьи, Брэдли Нкоана, Акани Симбине)               | 37.57     | AR         |
| 3     | Великобритания (Джеремайя Азу, Луи Хинчлифф, Нетанил Митчелл-Блэйк, Зарнел Хьюз) | 37.61     | SB         |
| 4     | Италия (Маттео Меллуццо, Марсель Джейкобс, Лоренцо Патта, Филиппо Торту)         | 37.68     | SB         |
| 5     | Япония (Рюитиро Сакаи, Абдул Хаким Сани-Браун, Ёсихидэ Кирю, Коки Уэяма)         | 37.78     | SB         |
| 6     | Франция (Меба-Микаэль Зезе, Жефф Эрьюс, Райан Зезе, Пабло Матео)                 | 37.81     | SB         |
| 7     | Китай (Дэн Чжицзянь, Се Чжэнье, Янь Хайбинь, Чэнь Цзяпэн)                        | 38.06     | SB         |
| 8 !   | США (Кристиан Коулман, Кеннет Беднарек, Кайри Кинг, Фред Керли)                  | DQ        | TR24.7 [b] |

b  Дисквалификация в соответствии с правилом 24.7 «Передача эстафетной палочки за пределами зоны передачи»